# Schatz von Nagyszentmiklós

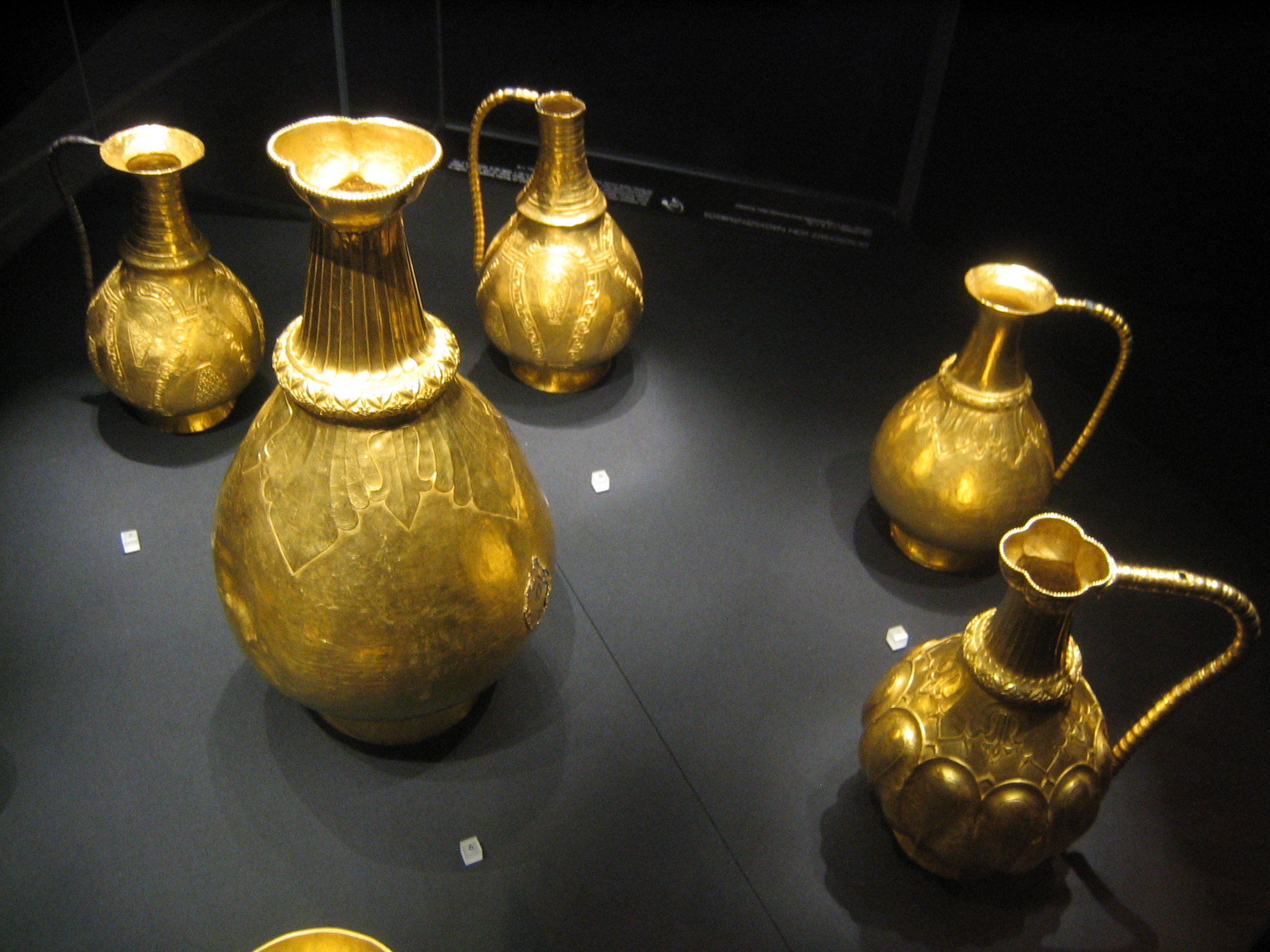
Teile des Goldschatzes von Nagyszentmiklós

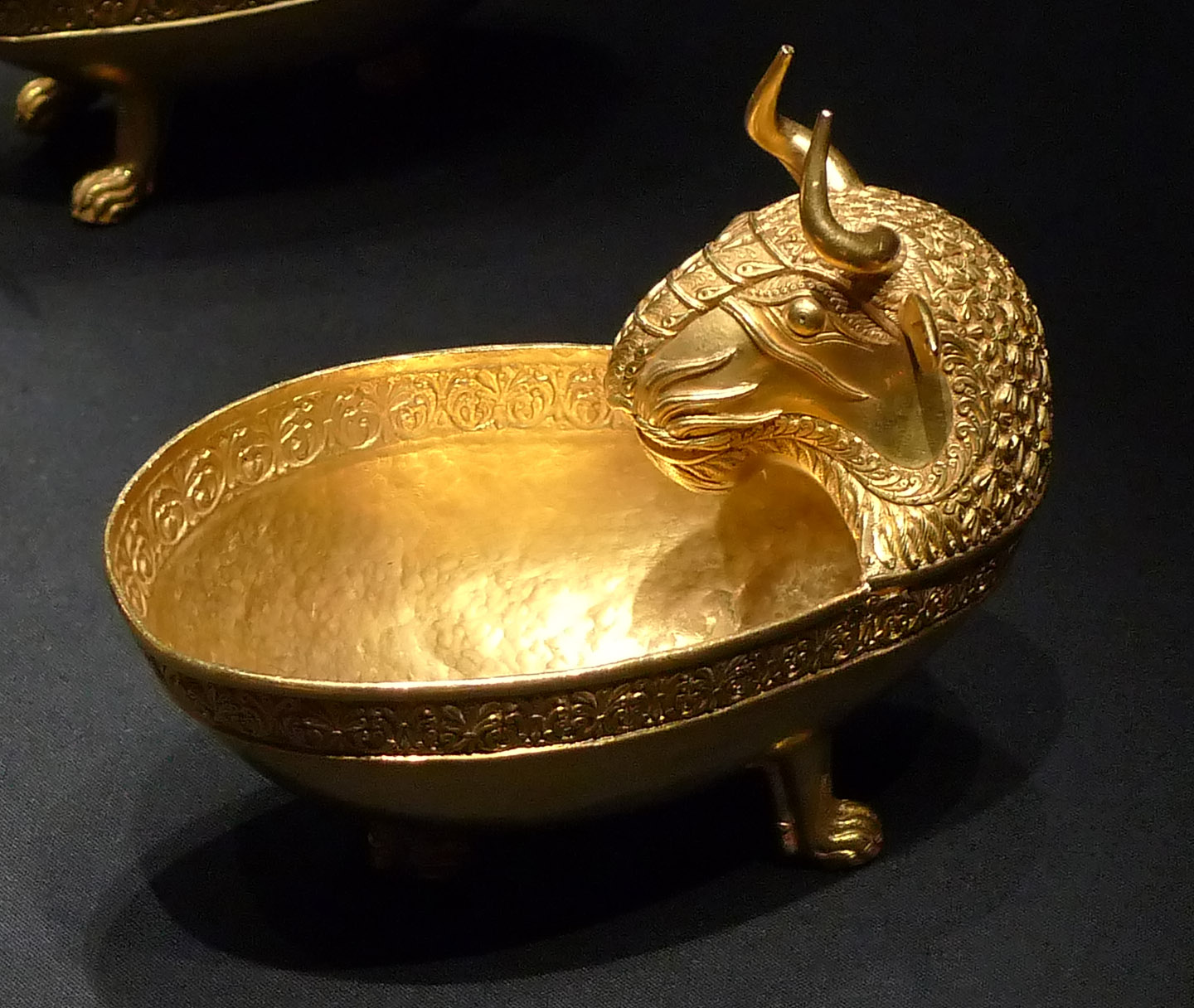
Stierkopfschale

Der Schatz von Nagyszentmiklós oder Goldschatz von Nagyszentmiklós
ist ein bedeutender Goldschatz, der 1799 vom Bauern Nera Vuin bei Grabungen in seinem Garten in Sânnicolau Mare (deutsch Großsanktnikolaus, ungarisch Nagyszentmiklós; heute in Rumänien) gefunden wurde. Er befindet sich heute im Kunsthistorischen Museum in Wien.

## Beschreibung
Er besteht aus 23 frühmittelalterlichen Goldgefäßen mit einem Gesamtgewicht von beinahe 10 kg. Die ethnische wie kunsthistorische Zuordnung dieses Schatzes ist nicht ganz geklärt; wahrscheinlich sind die Gefäße zwischen dem 7. und dem 9. Jahrhundert gefertigt worden. Funde awarischer Gräber mit Runeninschriften auf Knochen entsprechen den Runen von Nagyszentmiklós, so dass nicht ausgeschlossen ist, dass die Goldfunde ebenfalls awarischer Herkunft sind (siehe auch Awarische Sprache). Auch eine bulgarische Herkunft ist nicht ausgeschlossen, da zu dieser Zeit das Bulgarische Reich die Region beherrschte.
Der Schatz von Großsanktnikolaus war – wenn auch nur in Kopie – Anfang des Jahres 2011 in Sânnicolau Mare, Dudeștii Vechi und Timișoara ausgestellt.